# 636 v. Chr.
Portal Geschichte | Portal Biografien | Aktuelle Ereignisse | Jahreskalender | Tagesartikel

◄ |
8. Jahrhundert v. Chr. |
7. Jahrhundert v. Chr. |
6. Jahrhundert v. Chr. |
►

◄ | 650er v. Chr. | 640er v. Chr. | 630er v. Chr. | 620er v. Chr. |
610er v. Chr. |
►

◄◄ | ◄ | 639 v. Chr. | 638 v. Chr. | 637 v. Chr. | 636 v. Chr. |
635 v. Chr. |
634 v. Chr. |
633 v. Chr. |
► |
►►

## Ereignisse
- Das Reich Elam wird von Aššur-bāni-apli erobert.
- Wen von Jin wird neuer Herrscher von Jin, das er bis zu seinem Tod 628 v. Chr. regiert. Unter seiner Herrschaft wird Jin zum mächtigsten Staat Chinas.

## Gestorben
- Hui von Jin, chinesischer Herrscher der Zeit der Frühlings- und Herbstannalen